# Mason Mount
Mason Tony Mount (* 10. Januar 1999 in Portsmouth) ist ein englischer Fußballspieler, der bei Manchester United unter Vertrag steht. Er besetzt sowohl im Verein als auch in der englischen Nationalmannschaft die Position des offensiven Mittelfeldspielers. Er kann zusätzlich im zentralen und im linken Mittelfeld eingesetzt werden. Darüber hinaus ist Mount seit 2014 für englische Nationalteams aktiv.

## Karriere

### Verein

#### Anfänge bei Chelsea
Im Jahr 2005 begann Mason Tony Mount im Alter von 6 Jahren  mit dem Fußballspielen beim FC Chelsea und durchlief dort sämtliche Jugendmannschaften. Mit der U18 gewann er in der Saison 2015/16 erstmals den FA Youth Cup und mit der U19 in der gleichen Spielzeit die UEFA Youth League. Bereits in der zweiten Hälfte der Saison 2015/16 spielte Mason einmal in der U21 (ab 2016/17 U23). In der Saison 2016/17 spielte er schließlich hauptsächlich in der U23, für die er in 21 Spielen 4 Tore erzielte. Daneben spielte er noch einige Male in der U18, mit der er Jugendmeister wurde und erneut den FA Youth Cup gewann.

#### Auf Leihbasis in Arnheim und Derby
Im Juli 2017 unterschrieb er einen neuen Vierjahresvertrag bei den Blues, welche ihn am 24. Juli für die gesamte Saison 2017/18 zum niederländischen Erstligisten Vitesse Arnheim verliehen. Sein Debüt für die erste Mannschaft bestritt er am 26. August, als er bei der 1:2-Heimniederlage gegen AZ Alkmaar in der Schlussphase der Partie eingewechselt wurde. Sein erstes Tor für Vitesse erzielte er am 1. Oktober beim 1:1-Unentschieden gegen den FC Utrecht. In 29 Ligaeinsätzen erzielte Mount acht Tore und bereitete neun weitere vor. Diese starke Ausbeute brachte ihm vereinsintern den Titel des Spieler des Jahres ein. Beim 5:2-Auswärtssieg im Europa-League-Playoff-Halbfinalhinspiel gegen ADO Den Haag erzielte Mason Mount einen Hattrick und bereitete außerdem einen Treffer Bryan Linssens vor. Auch beim 2:1-Rückspielsieg im heimischen GelreDome sowie beim 3:2-Sieg im Finalhinspiel gegen den FC Utrecht traf Mount erneut. Aufgrund einer Gelbsperre konnte er das Rückspiel jedoch nur von der Tribüne aus beobachten. Vitesse gewann 2:1 und startete somit in der folgenden Saison in der 3. Qualifikationsrunde der UEFA Europa League 2018/19.
Zur Saison 2018/19 wechselte Mount für ein Jahr auf Leihbasis zum Zweitligisten Derby County. Unter Cheftrainer Frank Lampard etablierte er sich als Stammspieler und kam in 35 Zweitligaspielen stets von Beginn zum Einsatz, wobei er 8 Tore erzielte. Zudem kam er in 3 Spielen in den Aufstiegsplayoffs zum Einsatz und erzielte ein Tor. Im Finale um den Aufstieg musste man sich Aston Villa geschlagen geben.

#### Rückkehr zum FC Chelsea
Zur Saison 2019/20 kehrte Mount zum FC Chelsea zurück, der aufgrund einer Transfersperre keine neuen Spieler verpflichten durfte. Kurz darauf unterzeichnete er einen neuen Fünfjahresvertrag bei den Blues und absolvierte die Saisonvorbereitung mit der Profimannschaft, die Frank Lampard zuvor übernommen hatte. Mount bestritt sein Pflichtspieldebüt am 14. August 2019, als er im UEFA Super Cup 2019 gegen den FC Liverpool in der zweiten Halbzeit für Christian Pulisic eingewechselt wurde. Lampard schenkte dem jungen Mittelfeldspieler in der Folge das Vertrauen und setzte ihn auch in Premier-League-Spielen ein. Bereits am 18. August (2. Spieltag) traf er beim 1:1-Unentschieden gegen Leicester City erstmals für seine Mannschaft. Seine Rolle als Starter behielt er die gesamte Spielzeit über bei und insgesamt kam er auf 52 Pflichtspieleinsätze, in denen er acht Treffer und sechs Vorlagen verbuchen konnte. Die Mannschaft schaffte es in dieser Saison in das FA-Cup Finale, welches der FC Arsenal aber letztendlich mit 2:1 für sich entschieden konnte.
In der Saison 2020/21 gewann er, unter Trainer Thomas Tuchel, der im Januar 2021 verpflichtet wurde, mit dem FC Chelsea erstmals die UEFA Champions League. 

#### Wechsel zu Manchester United
Im Sommer 2023 wechselte Mount für 64 Millionen Euro zu Ligakonkurrent Manchester United und unterschrieb dort einen Vertrag bis 2028.

### Nationalmannschaft
Mason Mount repräsentierte sein Heimatland in U16, U17, U18, U19 und U21-Auswahlen. Mit der U17 nahm er an der U17-Europameisterschaft 2016 in Aserbaidschan teil, wo man im Viertelfinale an Spanien scheiterte.
Er war Bestandteil des Kaders der U19-Nationalmannschaft bei der U19-Europameisterschaft 2017. Im Finale gegen die portugiesische Auswahl bereitete er den 2:1-Siegtreffer von Lukas Nmecha vor. Seine starken Leistungen bei dieser Endrunde brachten ihm außerdem den Titel Spieler des Turniers und eine Nominierung in die Mannschaft des Turniers ein.
Im Rahmen der UEFA-Nations-League-Spiele gegen Kroatien und Spanien wurde er von Trainer Gareth Southgate im Oktober 2018 erstmals für die englische A-Nationalmannschaft nominiert. Am 7. September 2019 debütierte er beim 4:0-Heimsieg in der Qualifikation zur Europameisterschaft 2020 für die Three Lions, als er in der 67. Spielminute für Jordan Henderson eingewechselt wurde. Sein erstes Tor gelang ihm in seinem sechsten Länderspiel beim 4:0-Auswärtssieg im Qualifikationsspiel gegen den Kosovo zwei Monate später.
Im Jahr 2021 wurde er in den englischen Kader für die Fußball-Europameisterschaft berufen, der das Finale gegen Italien im Elfmeterschießen im heimischen Wembley-Stadion verlor.
Im Jahr 2022 wurde er in den englischen Kader für die Fußball-WM in Katar berufen.

## Titel und Auszeichnungen

### Verein
International
- Champions-League-Sieger: 2021 (FC Chelsea)
- Klub-Weltmeister: 2021 (FC Chelsea)
- UEFA-Super-Cup-Sieger: 2021 (FC Chelsea)
- Youth-League-Sieger: 2016 (FC Chelsea)

England
- Pokalsieger: 2024 (Manchester United)
- A-Junioren-Meister: 2017 (FC Chelsea)
- A-Junioren-Pokalsieger: 2016, 2017 (beide FC Chelsea)

### Nationalmannschaft
- U19-Europameister: 2017

### Auszeichnungen
- Nominierung für den Ballon d’Or: 2021 (19. Platz)
- Bester Spieler der U19-Europameisterschaft: 2017